# Pastria pastria
Pastria pastria là một loài bướm ngày thuộc họ Hesperiidae. It is widespread in vùng núi của New Guinea (bao gồm the Mambara River in Papua New Guinea and Mount Kaindi.